# Leuciris
Leuciris là một chi bướm đêm thuộc họ Geometridae.